# Poujadisme
Poujadisme was een corporatistische stroming uit Frankrijk waarbij het ongenoegen van een deel van de bevolking aangewend werd om de schuld te leggen bij het "establishment" en het bestaande politieke systeem. Internationaal werd de term overgenomen voor het kenschetsen van een demagogische en meestal anti-parlementaire houding. Een ander woord dat in grote mate hetzelfde fenomeen weergeeft, is populisme. In veel Europese landen bestaan partijen die onder die noemer thuishoren. Inhoudelijk situeren ze zich links tot uiterst links, maar op het politieke schaakbord bewegen ze zich veelal van radicaal rechts tot extreemrechts.

## Geschiedenis
De beweging ontstond in 1953 in de Dordogne en sprak vooral de middenklasse van de Franse bevolking aan. De naam is ontleend aan gangmaker Pierre Poujade. Onder de slogan Sortez les sortants! riep hij op om de uittredende politici weg te stemmen. Bij de verkiezingen van 1956 haalden de poujadisten 12,62%, wat hen 52 zetels opleverde in de assemblée nationale. Onder meer Jean-Marie Le Pen maakte toen zijn politiek debuut. De terugkeer van generaal De Gaulle in 1958 nam de beweging de wind uit de zeilen.

## Algemeen
In de jaren 1930 was Rex, de anti-establishmentpartij van Léon Degrelle, een typische poujadistische partij avant la lettre. De ondertussen verdwenen Belgische partij Respect voor Arbeid en Democratie uit de jaren 1980, behoorde tot dezelfde stroming.